# Armand Nicolet
Armand Nicolet es un fabricante suizo de relojes de lujo ubicado en Tramelan, un pueblo de montaña en el Jura bernés. Su historia se remonta a su fundación en 1875.

## Historia
Armand Nicolet, hijo de un relojero, creó su propio Atelier d'Horlogerie en 1875, después de haber completado con éxito un excelente aprendizaje.
En 1902, el Atelier producía relojes de bolsillo con grandes complicaciones, como una pieza que constaba de una caja de oro rosa guilloché, esfera esmaltada, cronógrafo con monopulsador, calendario completo (indicación de fecha, día, mes y fase lunar), y repetición de horas, cuartos de hora y minutos. Se pueden ver ejemplos de estas piezas de importancia histórica en el museo Armand Nicolet ubicado en Tramelan.
Armand Nicolet murió en 1939 y su hijo, Willy Nicolet, tomó el control de la empresa. Bajo la dirección de Willy, Armand Nicolet se convirtió en el mayor relojero T1 (ensamblado de movimientos y ajustes finales), cuyos componentes de movimiento mecánico decorados, finamente engastados y ensamblados producían movimientos terminados en la región.

## Crisis
Durante las décadas de 1970 y 1980, toda la industria relojera suiza atravesó tiempos difíciles, debido a la afluencia de la cronometración de cuarzo, un período conocido como crisis del cuarzo. En estos años, muchos relojeros suizos históricos cerraron sus puertas y la industria se redujo drásticamente en tamaño, debido a su dependencia de los movimientos mecánicos y su lenta adopción de la tecnología de cuarzo. Armand Nicolet no se rindió durante estos tiempos difíciles y mantuvo las puertas abiertas de su firma, trabajando con algunas de las empresas más importantes de la industria, gracias a la reputación que se habían ganado como un excelente taller de relojería. Sin embargo, se quedaron con un gran remanebte de movimientos mecánicos y nadie para ensamblarlos.
En 1987, Willy conoció a Rolando Braga, un italiano entusiasta de los relojes que trabajaba en la industria relojera, y esto inició un nuevo rumbo para la empresa Armand Nicolet.